# Alas Autonómia
Az Alas Autonómia (kazak nyelven: Алаш Автономиясы, oroszul Алашская автономия) az orosz polgárháború alatt létezett autonóm, majd önálló kazak államalakulat volt. Az Alas terület autonómiájáért való küzdelem 1905-ben, az Alas mozgalom létrejöttével kezdődött, amelynek politikai pártja az 1917-ben alakult Alas Párt volt. Az autonómiát az 1917. december 5–13-án Orenburgban tartott Minden Kirgizek kongresszusán kiáltották ki. A bolsevik katonai forradalmi bizottság 1920. március 5-én megszüntette a kirgiz területet, de a autonómia működése már 1919 nyarán ellehetetlenült.
Az Alas mozgalom jelentős támogatást élvezett a kazakok között (különösen Észak- és Északnyugat-Kazahsztánban), de nem képviselt jelentős katonai-politikai erőt. A kazakok az ország politikai életében való részvétel szempontjából sokkal távolságtartóbbak voltak az oroszokkal szemben, akik Észak-Kazahsztánban már akkor is etnikai kisebbséget alkottak. Az addig ott élő, nem kazak népesség nem támogatta a mozgalmat, mert követeléseik a kazakokéval teljesen ellentétes volt.

## A második Minden Kirgizek Kongresszusa
A kongresszus megnyitására 1917 decemberében került sor. Ugyanebben az időben az oroszországi ideiglenes kormány megbukott, az anarchia növekedése, valamint a polgárháború kiterjedése fenyegette a régiót. A legfőbb cél az volt, hogy egy hatékony autonómiai rendszert hozzanak létre, és ellensúlyozzák a kommunizmus ideológiájának beszivárgását. A kongresszus tagjai közül került ki a későbbi kormánytagok nagyobbik része, emiatt a kormány az utolsó időkben teljesen átvette a kongresszus hatásköreit.

## A polgárháború alatt
Az Alas Párt vezetői tárgyalásokat kezdeményeztek a szovjet erőkkel, Halel és Zsanhansa Doszmuhamedov találkozott Leninnel és Sztálinnal. 1918 januárjában Alibi (Ali-Bej) Dzsangildin (útlevelében Nyikolaj Sztyepnov) ígéretet tett Sztálinnak, hogy bolsevik erőket hoz létre a Torgaj régióban, ahonnan támadást lehetett indítani az Alas Autonómia ellen. Tavasszal a nyugati sztyeppéken az anarchisták átvették a hatalmat, amivel megnyílt az út a vörösöknek Szemej felé. 1918 márciusában a "Szariarka" újság arról számolt be, hogy az Alas Állami Nyomda megsemmisült, aminek következtében megszűnt a rendszeres kazak újságkiadás. A cikk emellett bírálta a bolsevikokat; a cikkírókat később internálták.
Az orenburgi szovjet hatalom megdöntése után az Alas Párt vezetői kapcsolatba léptek Alekszandr Dutov atamannal, valamint az Alkotmányozó Nemzetgyűlés Bizottságával Szamarában, és az Ideiglenes Szibériai Kormánnyal (Ufai Direktóriummal) Omszkban. 
1918. május 15-17-én Kosztanajban tartották a baskír és kazak nemzeti mozgalmak képviselőinek találkozóját, ahol egy közös ellenforradalmi harc megszervezéséről tárgyaltak. A szovjet kormánnyal való kapcsolatok és kompromisszumok helyett az Alas kormány a szovjetek elleni harc érdekében Omszkkal (az Ufai Direktóriummal) lépett szövetségre.
1918 júniusában az Alas Autonómia kormánya (Alas Orda) elfogadta a legtöbb antikommunista rendeletet: "A szovjet hatalom által az autonóm Alas területén kiadott összes rendeletet érvénytelennek kell tekinteni. Az Alash Orda elnöke Alihan Bökejhan, tagjai Muhametzsan Tinisbajuli, Halil Gabbaszov". 
Az Omszkban székelő Ideiglenes Összorosz Kormánynak azonban nem volt szüksége a független Alas Ordára. Az 1918. november 4-i rendelet Kazahsztán leigázása érdekében próbálta megszüntetni. Oroszország legfőbb uralkodója, Alekszandr Kolcsak admirális szintén elutasította az Alash Orda elismerését. 
Augusztusban Szemejben megalakult az első Alas lovasezred.
1918. szeptember 11-én megalakult az Alas Orda nyugati ága, amelynek központja az uráli Dzsambejtiben volt, Zsanhansa Doszmuhamedov vezetésével. A keleti ág központja Szemejből Zsana Szemejbe költözött.
1919 márciusában Kolcsak csapatai támadást indítottak Szamara és Kazany ellen, áprilisban elfoglalták az egész Urált, és megközelítették a Volgát, erős nyomást gyakorolva a Vörös Hadseregre. A helyzetet kihasználva az Alas Orda szovjetellenes lázadást szított a torgaji sztyeppén. Makan Dzsumagulov „A sasok a magasban halnak meg” című könyvében az áll, hogy abban az időben az Alas kormánytagok Mirzsakip Dulatov vezetésével letartóztatták, és május 18-án lelőtték Amangeldi Imanov vörös parancsnokot.

1919 nyarán a keleti front 1. hadseregének Forradalmi Katonai Tanácsa ultimátumot küldött az Alas Orda uráli csoportjának, hogy küldjenek küldötteket tárgyalásokra: 

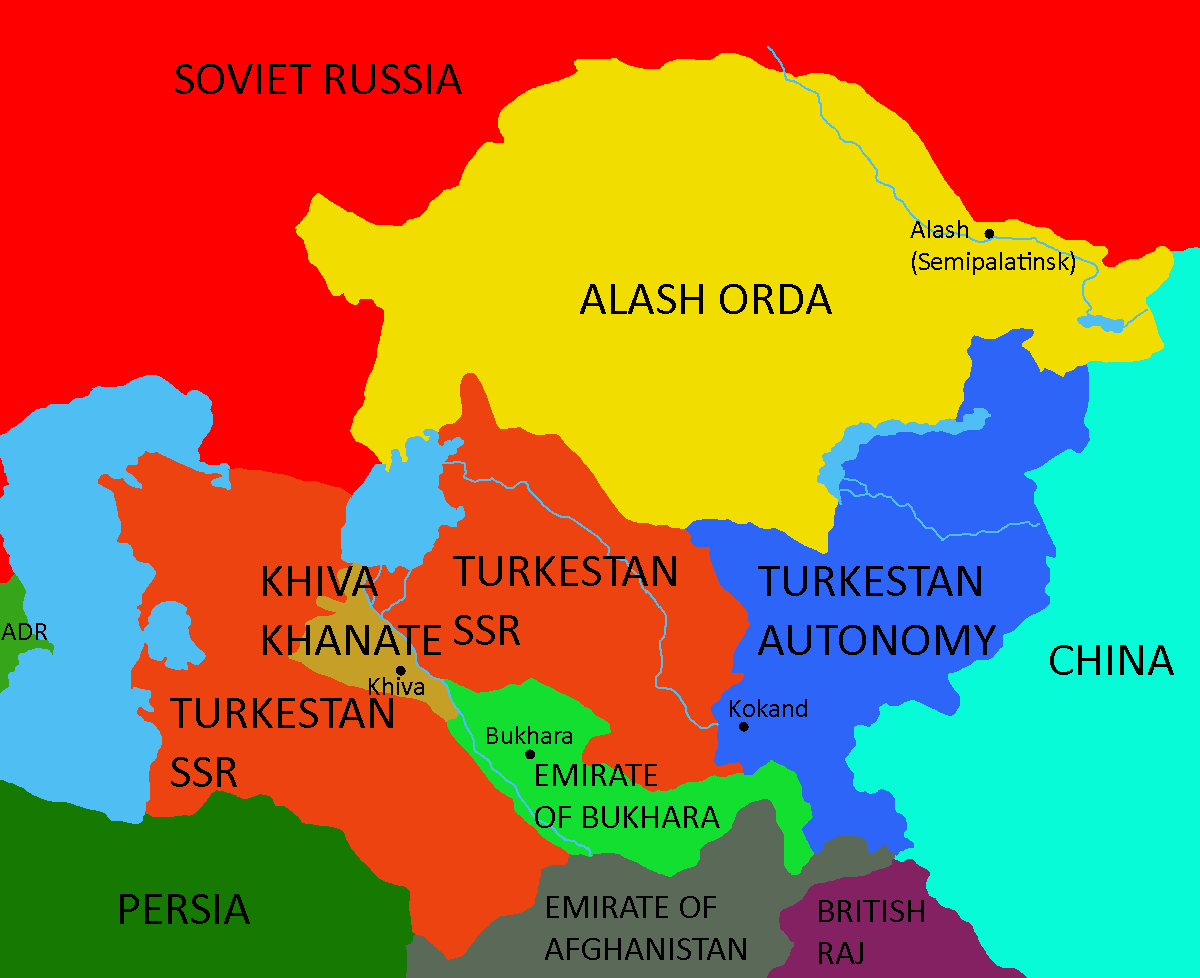
Az Alas kormány (Alas Orda) fennhatóságának kiterjedése az Alas autonómia megszűnése előtt, 1920-ban

Az Orosz Szocialista Szövetségi Szovjet Köztársaság  és a Hadsereg Forradalmi Katonai Tanácsa képviselete felhatalmazott bennünket, hogy tájékoztassuk önöket: 1). Az orenburgi kozákok teljes vereségéről; 2). a Turkesztánba vezető út megtisztításáról és 3). a kirgiz területek ellenségtől való felszabadítására irányuló kiterjedt hadműveletek megkezdéséről.
... javasoljuk, hogy az orenburgi kozákok példáját követve szüntessék be a hatalmas Vörös Hadsereg elleni hiábavaló és pusztító háborút, és adják meg magukat a szovjet kormány kegyességének... és kezdjenek velünk tárgyalásokat az orenburgi Összkazah Katonai Forradalmi Bizottság határozatai és az említett bizottság által összehívott Összkazah Kongresszus határozatainak elismerése alapján, amik megteremtik a független Kazah Köztársaság létezésének alapjait.
Készek vagyunk kiterjeszteni a Népbiztosok Tanácsának az amnesztiáról és a kegyelemről szóló rendeletét minden kazahra, aki részt vett a szovjethatalom elleni harcban...

Ezzel a kazah nép egy része számára ebben a döntő és kritikus pillanatban a Kazah kraj területén elkerülhetik a polgárháború minden következményét, és minden olyan intézkedést, amiket kénytelenek leszünk foganatosítani, amennyiben hajlandók megegyezni velünk...
A Forradalmi Katonai Tanács megbízottja Murat Lezsava (Eliava)
Urali megerősített körzet Katonai Tanácsának tagjai. 
Az "Alas Autonómia" 1929-ben összeállított dokumentumainak gyűjteménye.

Az Alas Autonómia kénytelen volt a szovjetek oldalára állni, de a hatalomra került bolsevikok csak átmenetileg tartották be az ígéreteiket, és az amnesztia ellenére az 1930-as években minden vezetőjét elítélték, többségüket kivégezték.

## Közigazgatási szervezetek
Az Alas Párt mellett számos más állami szervezet és csoport is támogatta a kazak autonómiát:
- A Zsanar ifjúsági szervezet, amely a februári forradalom után 1917-ben jött létre Szemejben. Aktív tagja volt Muhtar Auezov, aki a szervezet nevében részt vett az Omszkban tartott Minden Kirgizek Alkotmányozó Nemzetgyűlésén. A Zsanar célja a kazak fiatalok politikai tevékenységének növelése volt. A szervezet tagjai támogatták az Alas Pártot, és terjesztették elképzeléseiket az emberek között. 1918. március 5-én a Zsanar vezetésével külön bizottságot állítottak fel a szemeji régió éhező kazakjai számára. A bizottság elnöke Mirzsakip Dulatuli, az elnökhelyettes J. Ajmaujtov, a főtitkár Muhtar Auezov, a kincstárnok G. Jeszirkenyov volt. A bizottság alapszabálya a "Szariarka" volt.[2]
- A "Zsasz Azamat" ifjúsági szervezet, amelyet a kazak Ifjúsági Kongresszuson hoztak létre (1918. május 5-13.). M. Mirzaula töltötte be az elnöki posztot, később S. Szadvakaszov, M. Szeitov, G. Dosumbekova és A. Baidildin csatlakozott az elnökséghez. A szervezet célja a kazak fiatalok egyesítése és a nemzeti érdekek védelme volt. "Zsasz Azamat" az Alas autonómiájának támogatására, majd a szovjet kormánnyal való konfliktus után - a szovjetekkel szembeni ellenállásra szólította fel az ifjakat.[3]

## Fordítás
Ez a szócikk részben vagy egészben  a(z)   Алашская автономия című orosz Wikipédia-szócikk ezen változatának fordításán alapul.  Az eredeti cikk szerkesztőit annak laptörténete sorolja fel. Ez a jelzés csupán a megfogalmazás eredetét és a szerzői jogokat jelzi, nem szolgál a cikkben szereplő információk forrásmegjelöléseként.